# Andrij Mihajlovics Fedoruk
Andrij Mihajlovics Fedoruk (ukránul: Андрій Михайлович Федорук; Kovel, 1968. március 19.) ukrán jogász, üzletember és politikus. 2011–2014 közöttl a Donecki Területi Tanács elnöke volt.
Az Ukrajna Volinyi területén fekvő Kovelben született. Szumiban, a Frunze Tüzértiszti Főiskolán tanult. 1999-ben a Jaroszlav Mudrij Nemzeti Jogi Akadémián jogászi végzettséget szerzett. A 2000-es évek elején az üzleti életben dolgozott. 2010 előtt az ukrán elnök, Viktor Janukovics fia, Olekszandr Janukovics többségi tulajdonába tartozó Menedzsment Aszetsz Ko. (MAKO, Management Assets Company) cég vezérigazgatója volt.
2010-től vesz részt az ukrán politikai életben. A 2010. novemberi ukrajnai helyhatósági választáson független jelöltként, de a Régiók Pártja listájáról szerzett mandátumot a Donceki Területi Tanácsban. Megválasztása után belépett a Régiók Pártjába. A területi tanácsban gazdasági, költségvetési és pénzügyi kérdésekkel foglalkozott. 2010–2011 között a Donecki Területi Tanács elnök-helyettese volt. 2011 júliusában a posztot addig betöltő és július 12-én a Donecki Területi Állami Közigazgatási Hivatal elnökévé kinevezett Andrij Sisackij Fedorukot javasolta a Donecki Területi Tanács elnökének, mely posztra a tanács augusztus 4-én megválasztotta. (A posztra ő volt az egyetlen jelölt. A tanács jelen lévő 132 képviselőjéből 124 szavazott a megválasztására.)